# أورتهازا
اورتهازا هي قرية في زالا، المجر.